# Fusil Mondragón
Le Fusil Mondragón est un fusil à chargement automatique développé par le général mexicain Manuel Mondragón (en). C'est l'un des premiers fusils de ce type à être utilisé au combat. 

## Histoire

### Fusil à verrou
Mondragón commence par travailler sur son premier modèle de fusil en 1891. Lors d’un séjour en Belgique, il dépose une demande de brevet acceptée le 23 mars 1892 (no 98.947). Le 20 avril 1892, Mondragón obtient un autre brevet de l'Institut national de la propriété industrielle (no 221.035). Il a également déposé un brevet pour sa conception auprès de l'Office des brevets des États-Unis le 8 février 1893, qui lui a été délivré le 24 mars 1896 (no 557 079). 
Le fusil, appelé modèle M1893, comporte un levier d'armement droit à verrou, qui chambre une cartouche de 6,5 x 48 mm (également développée par Mondragón), avec un magasin fixe contenant 8 coups. Le fusil comporte trois réglages : « A » (sûr), « L » (fonctionnement normal) et « R » (rapide). Le réglage de tir « automatique » permet au fusil de tirer une cartouche chaque fois que la culasse est manuellement fermée, de la même manière que le fusil à pompe Winchester M1897. Le fusil peut être équipé d'une baïonnette à couteau, mesurant 41 centimètres et 575 grammes, ou d'une baïonnette à lame de 28 centimètres de longueur.
À l'époque de la conception du fusil, le Mexique ne disposait d'aucun fabricant capable de les produire en respectant le cahier des charges. Mondragón, avec le soutien du général Porfirio Díaz, confia la production des fusils aux Sociétés industrielles suisses (Schweizerische Industrie Gesellschaft, SIG) à Neuhausen, en Suisse. La SIG reçoit une première commande de 50 fusils en 1893, et une deuxième commande de 200 fusils en 1894. Les fusils de la deuxième commande étaient chambrés dans la cartouche de 5,2 × 68 mm développée par le colonel suisse Eduard Rubin, et étaient appelés modèle M1894 (pour les différencier des versions chambrées dans la cartouche de 6,5 mm).

## Caractéristiques

Le brevet de 1907
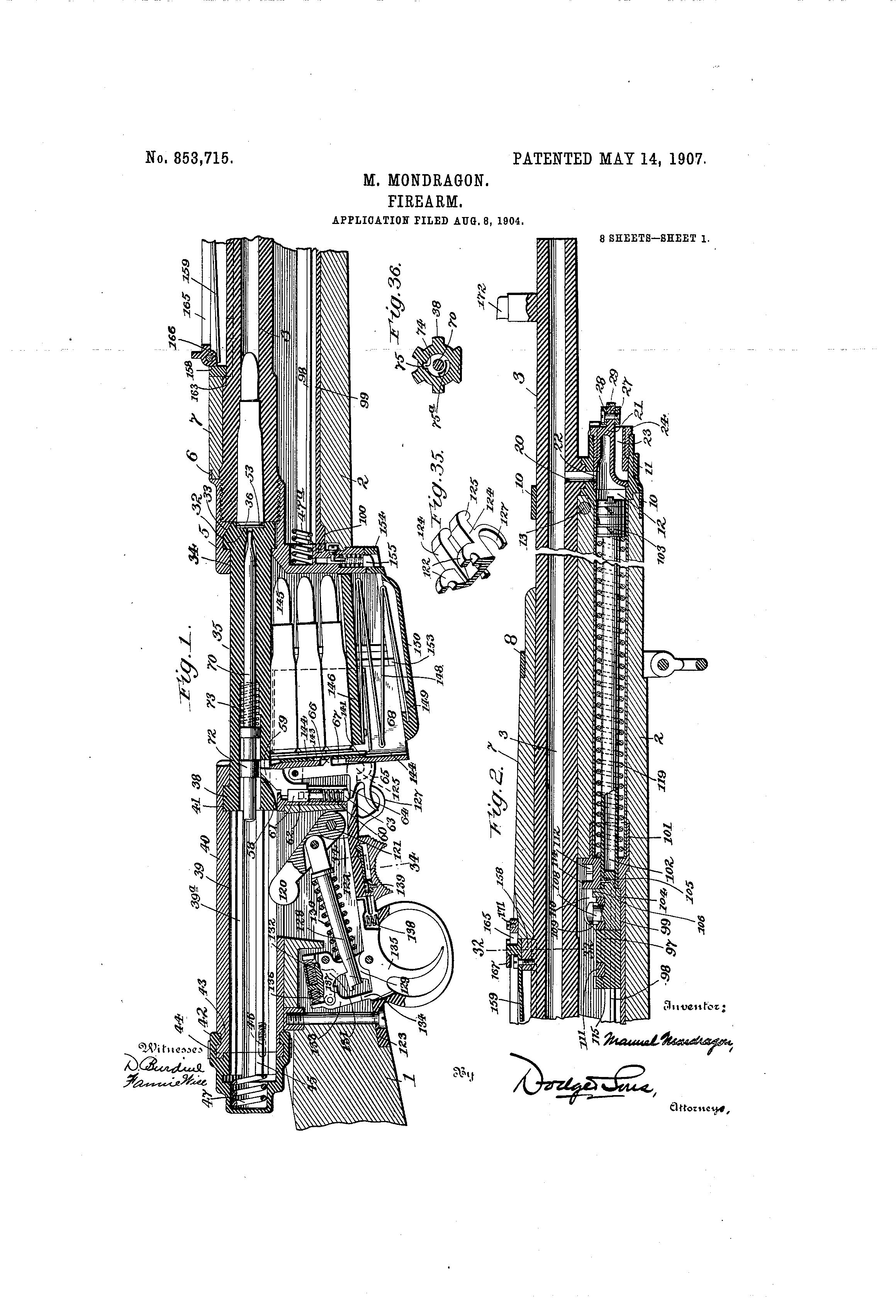
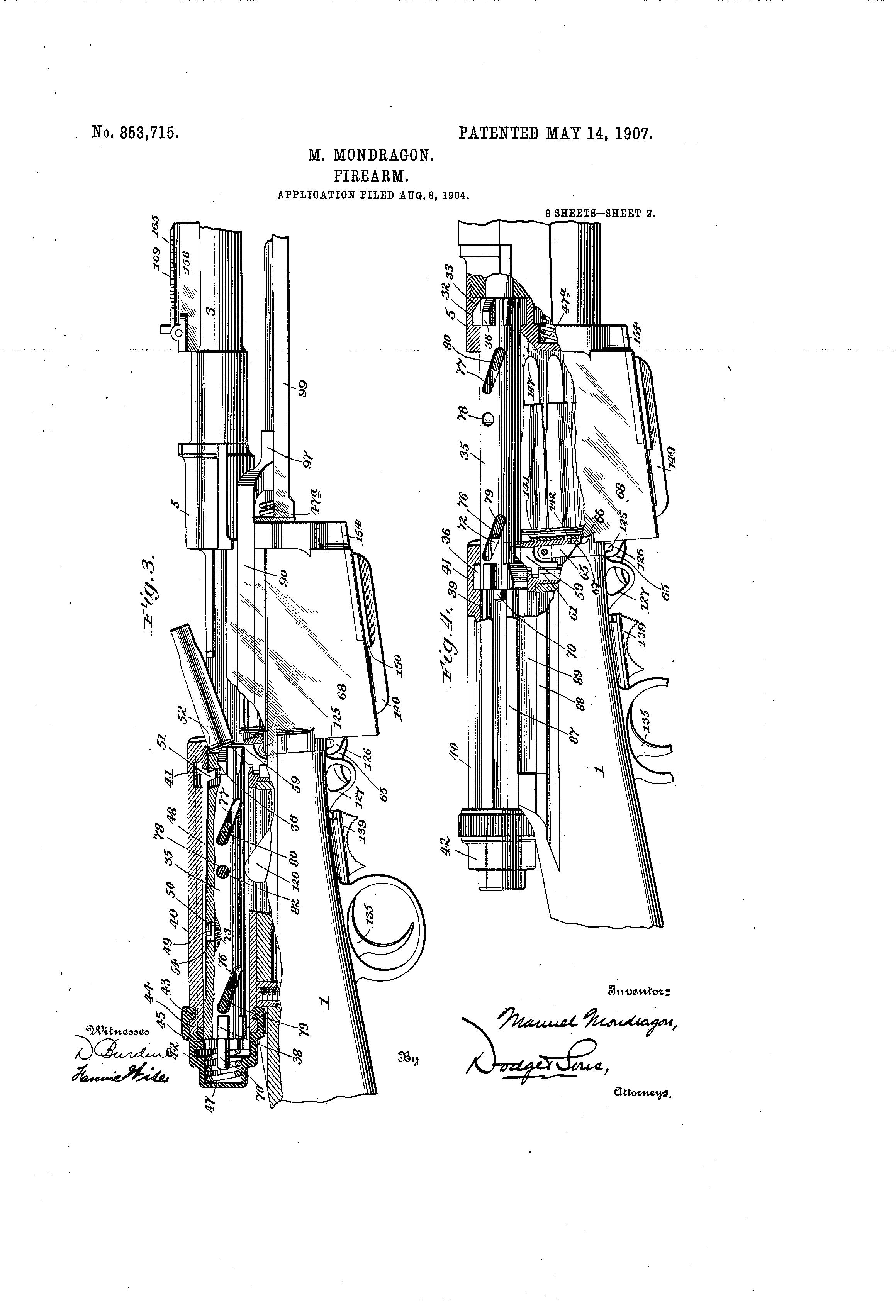
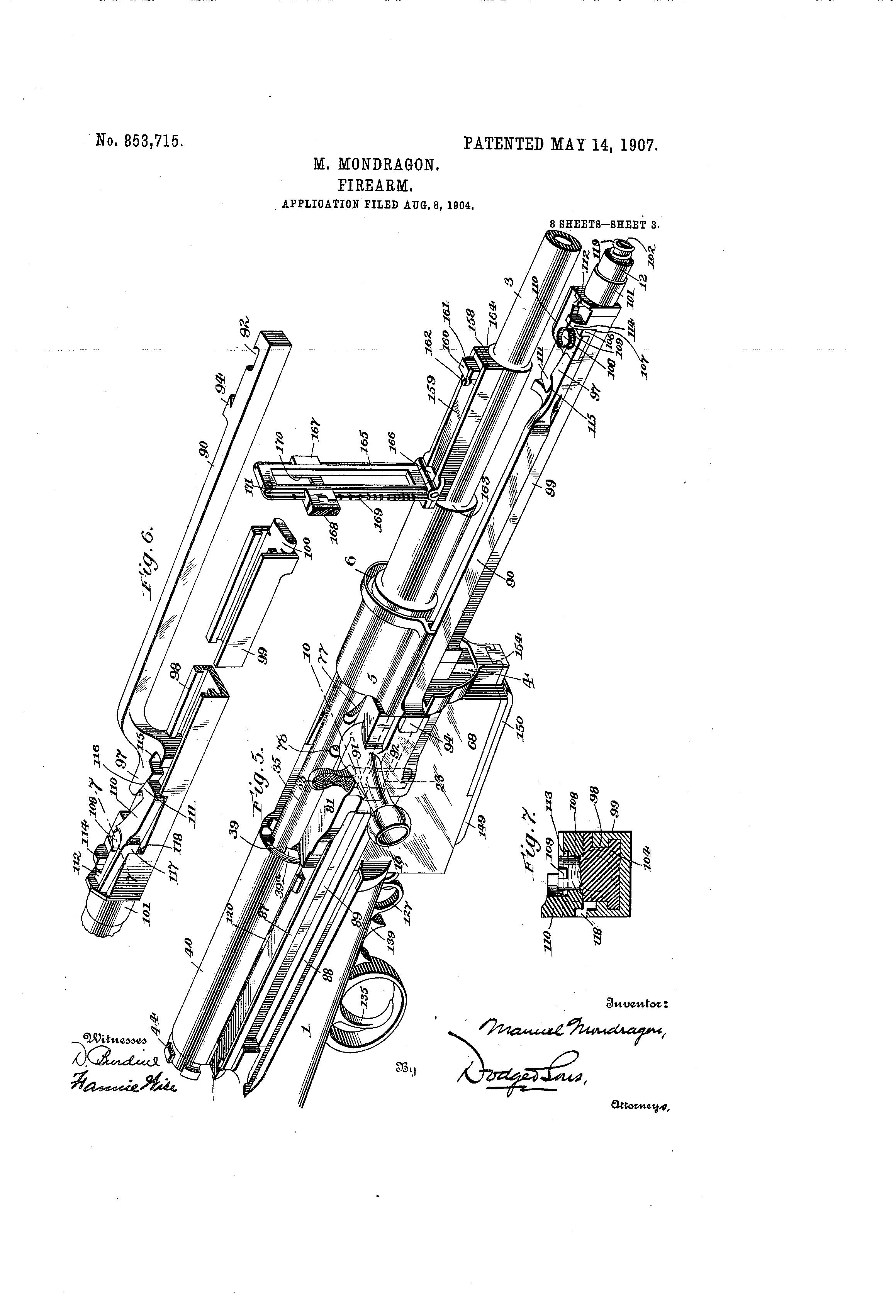
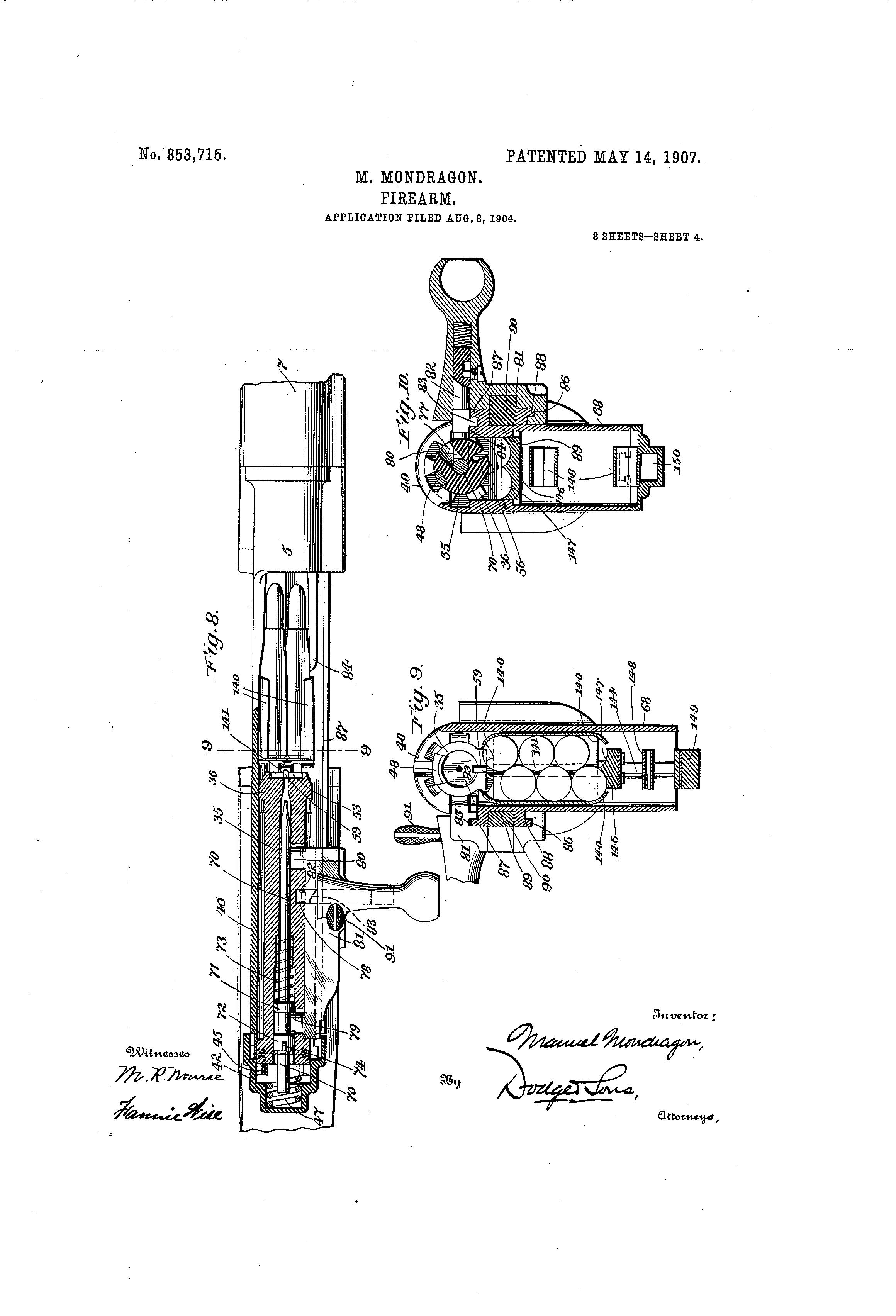
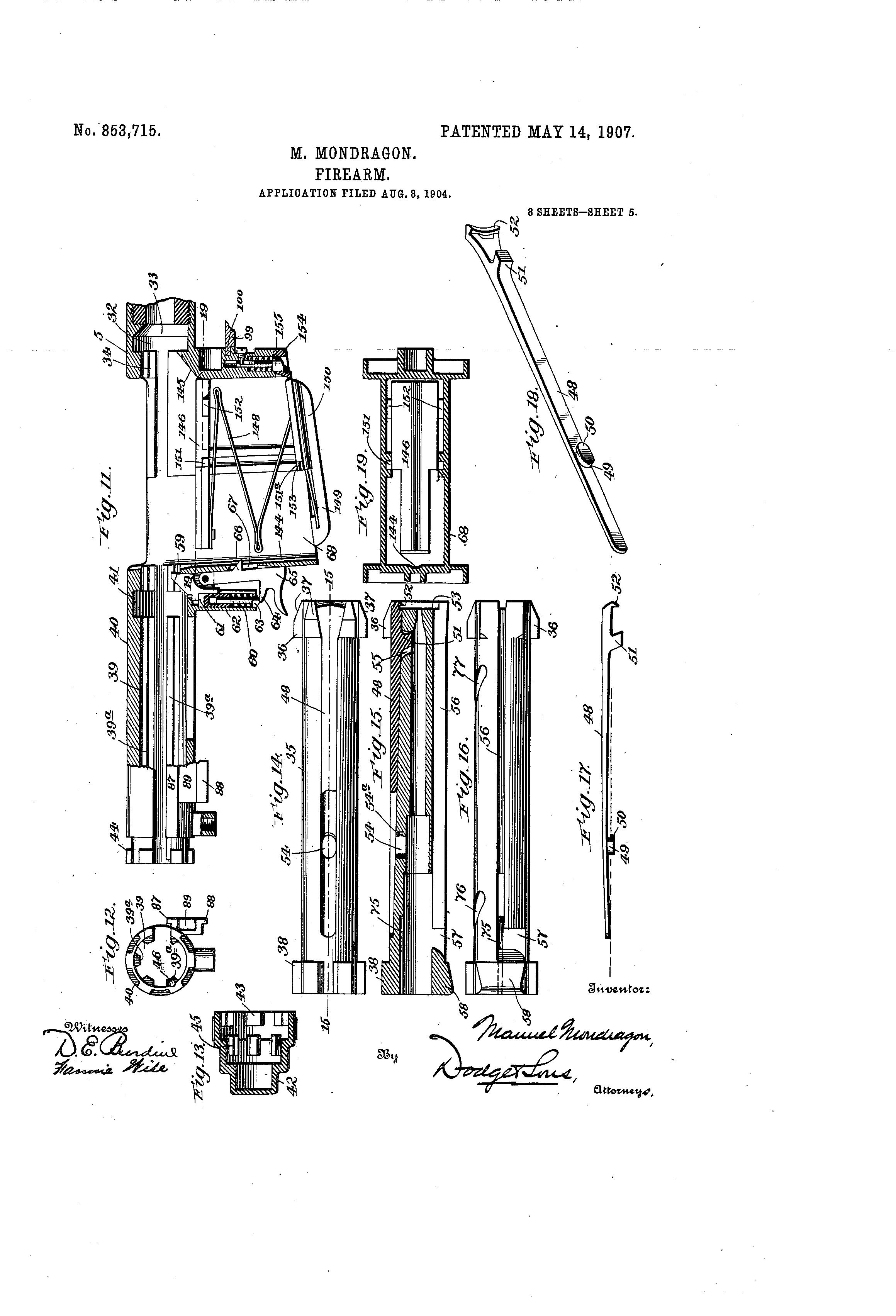
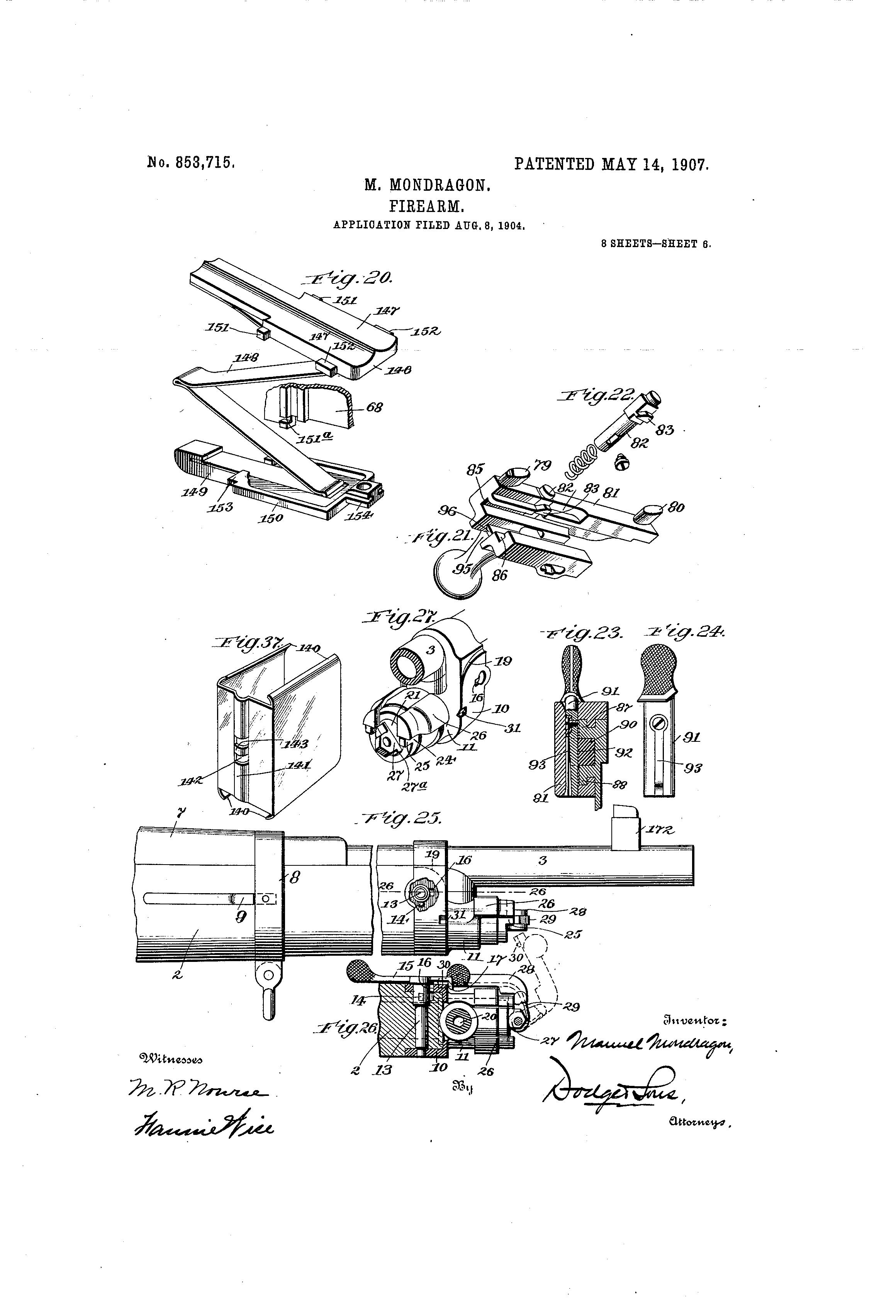
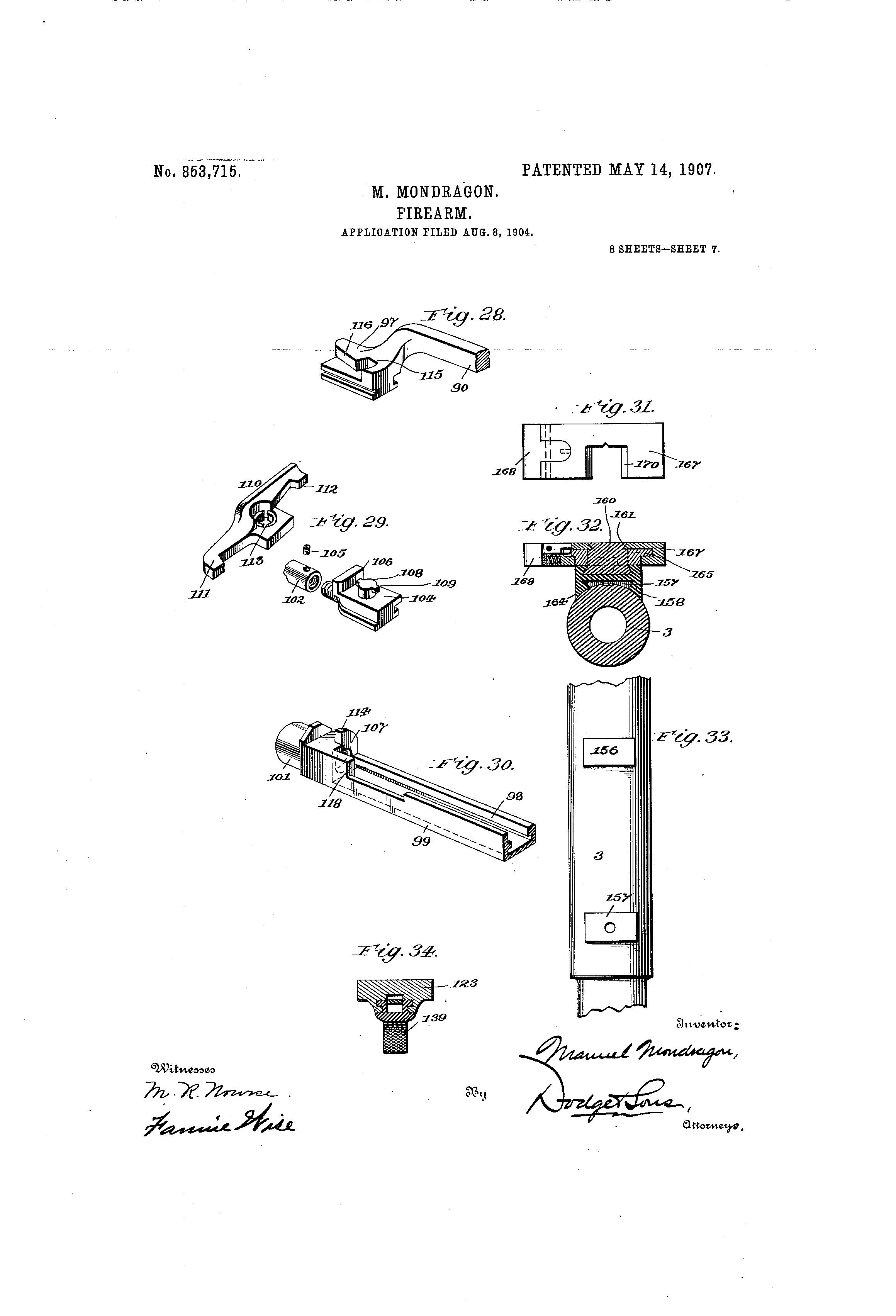
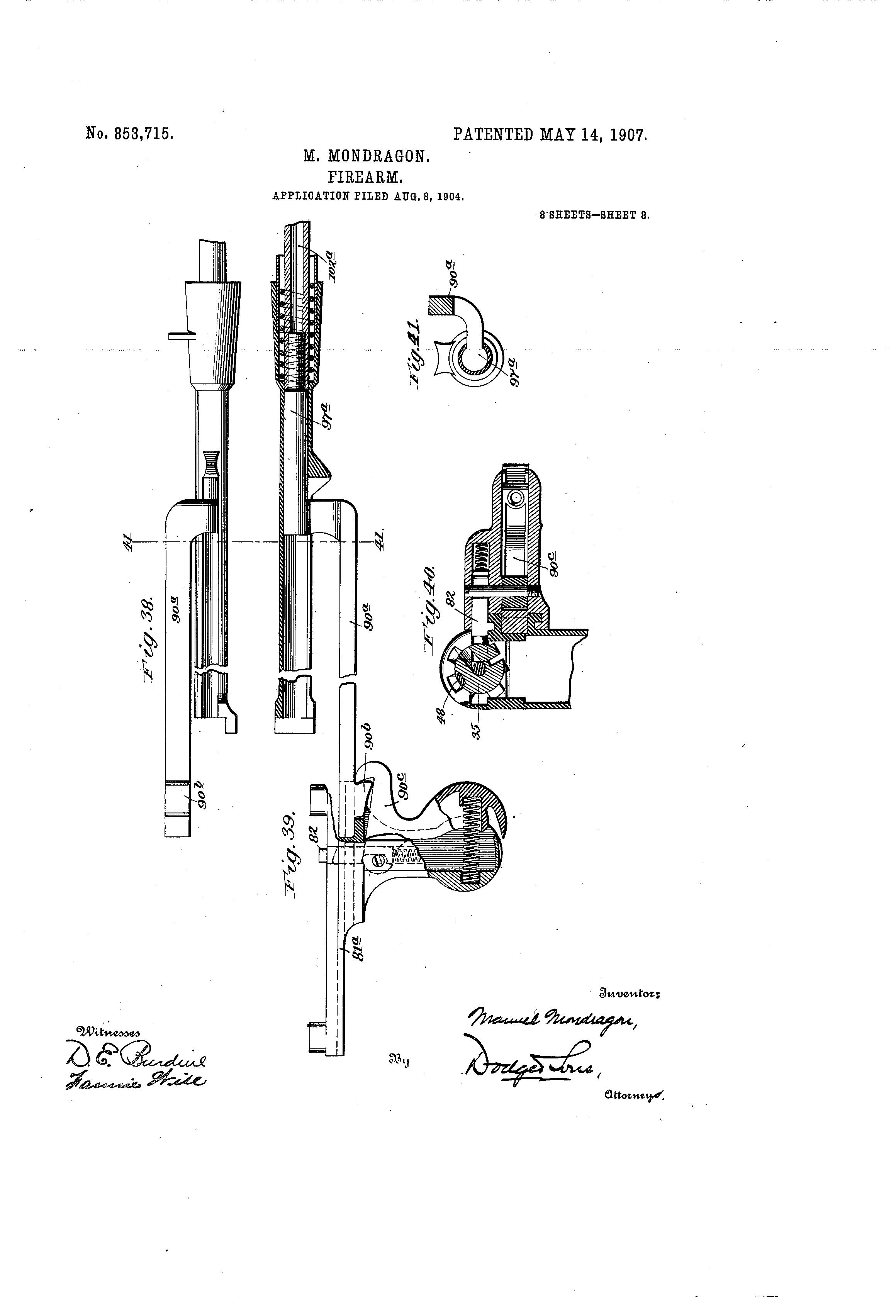
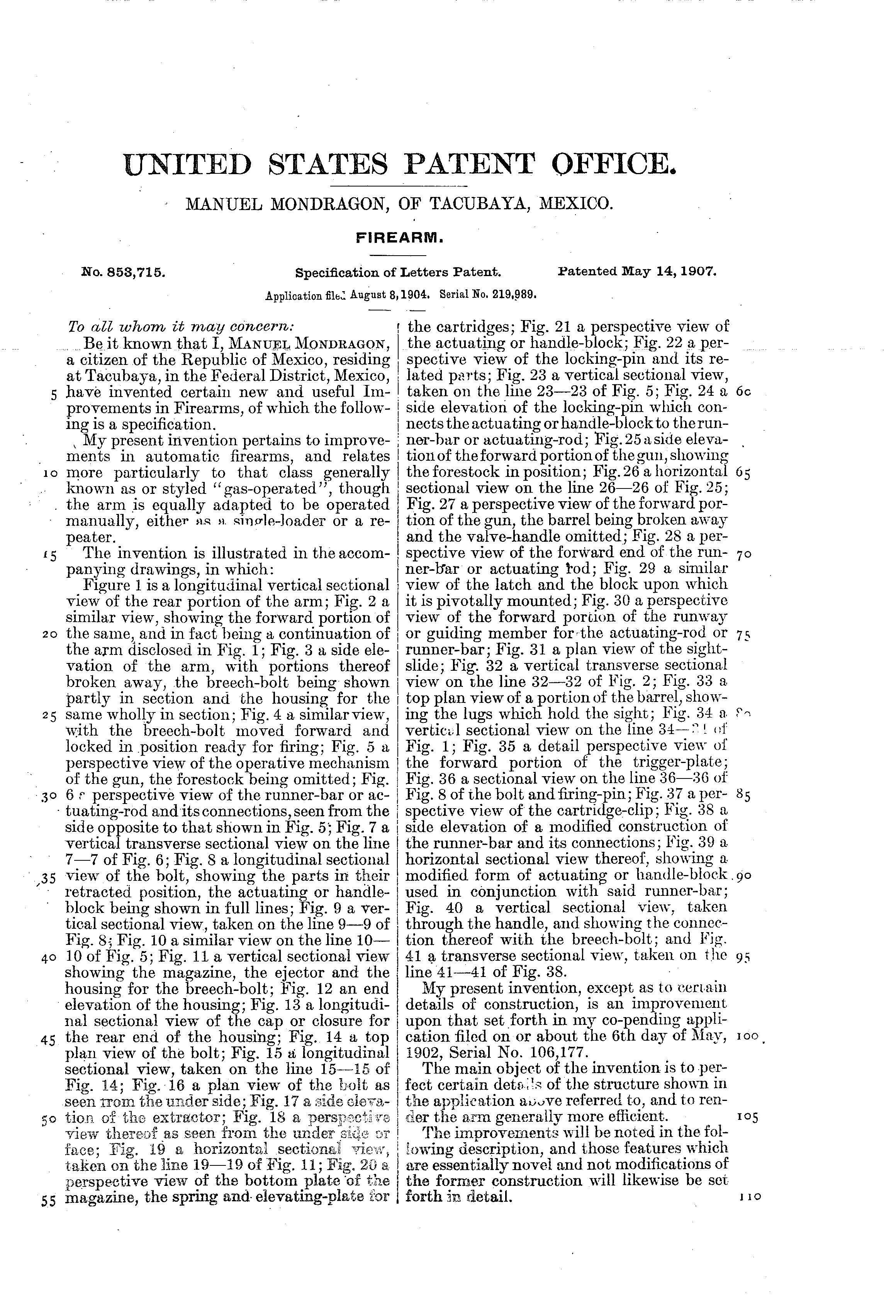
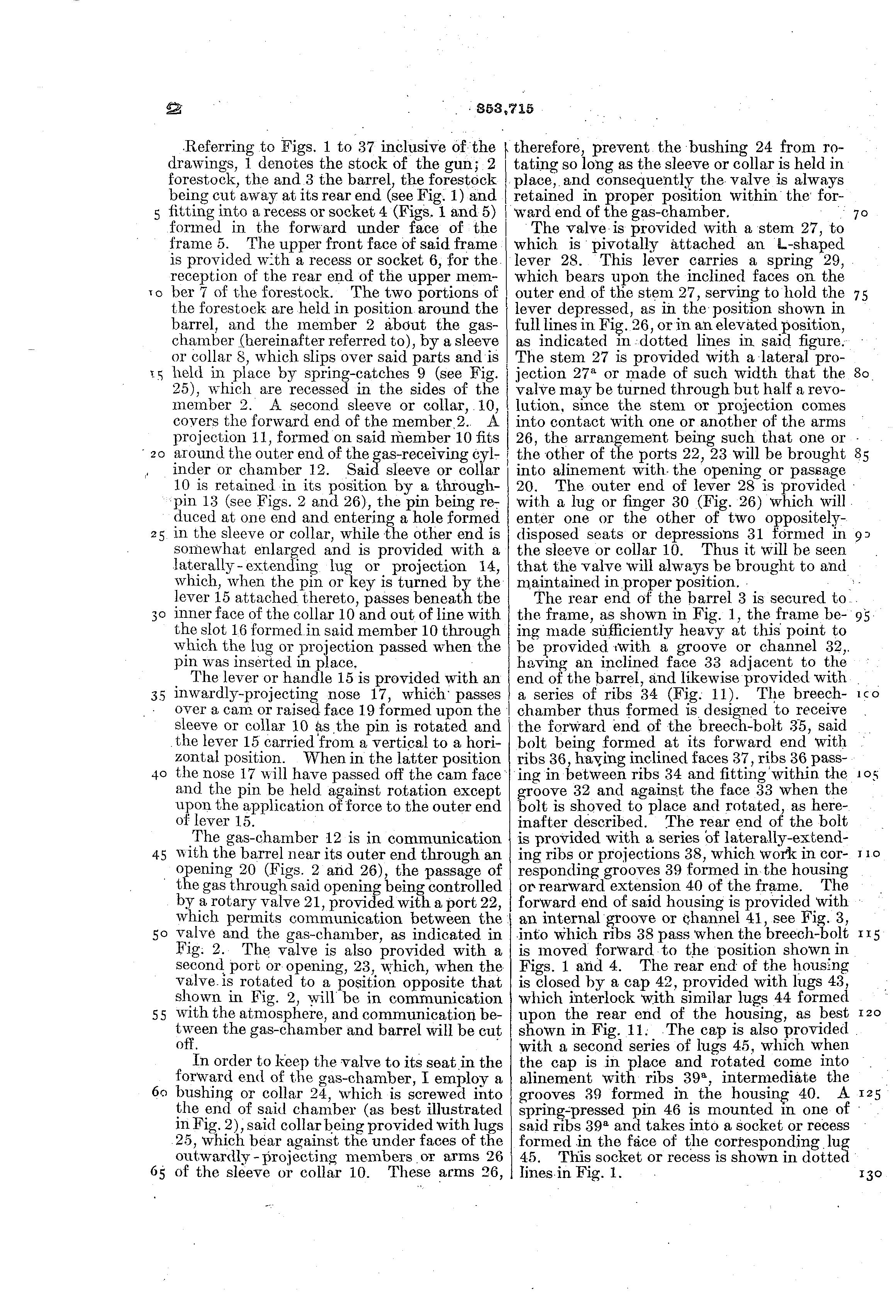
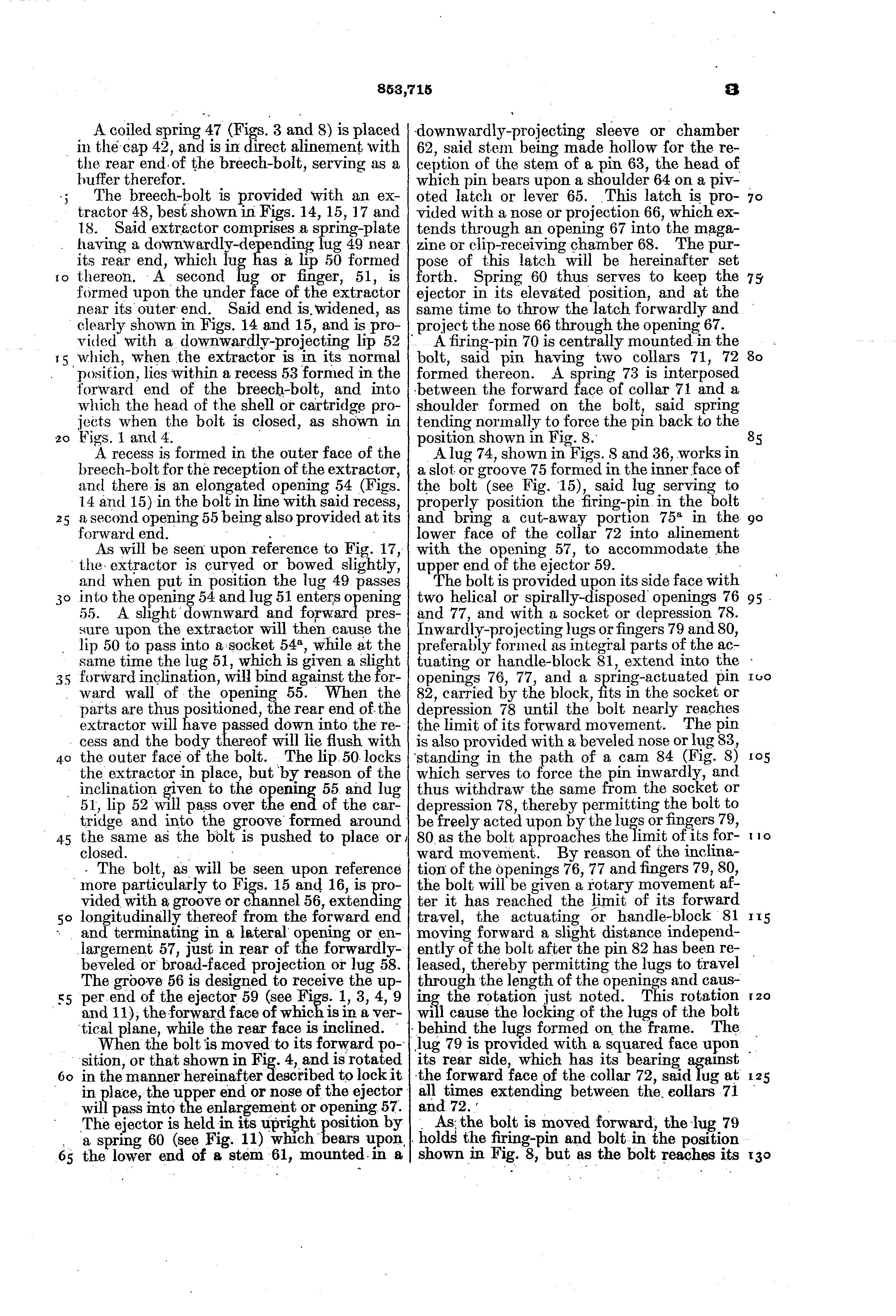
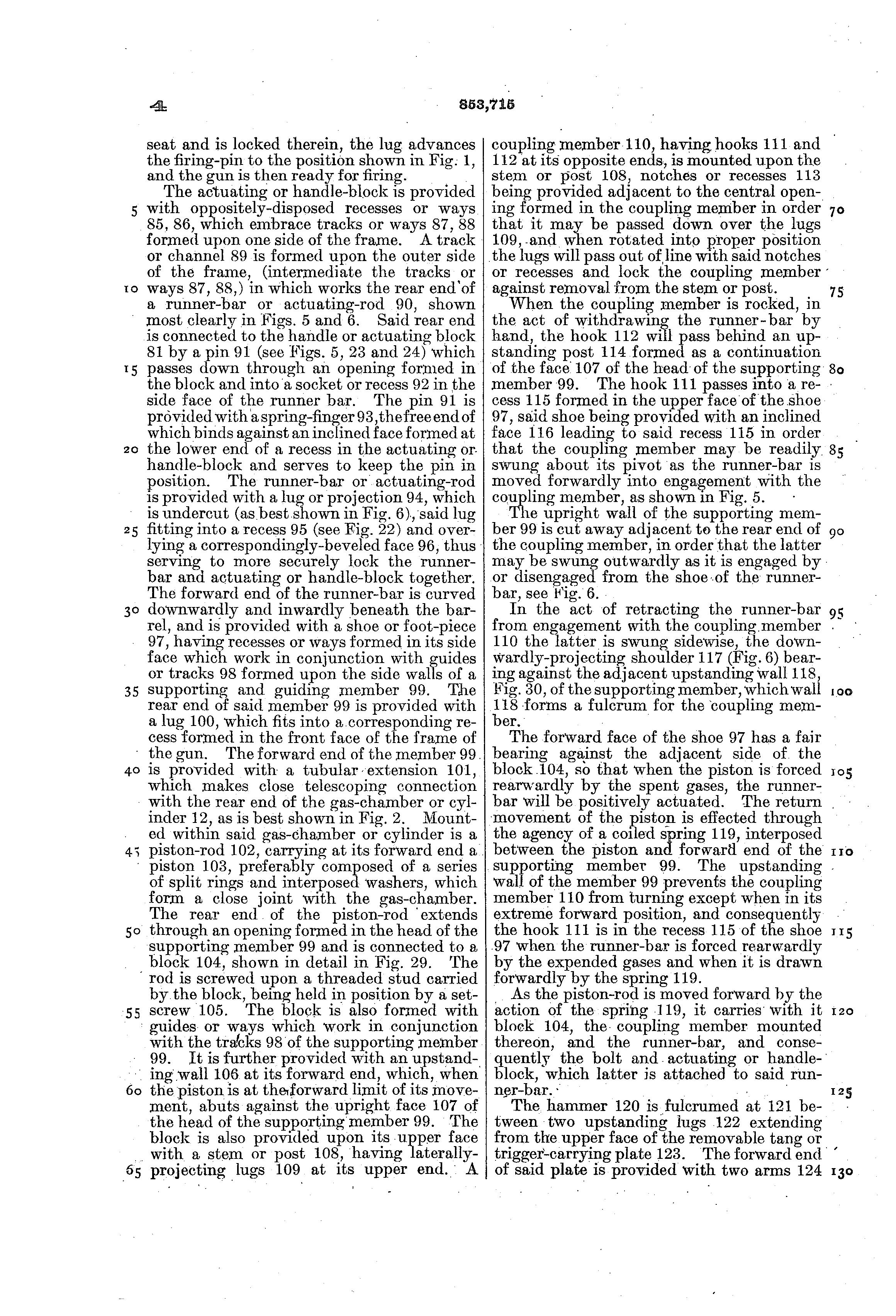
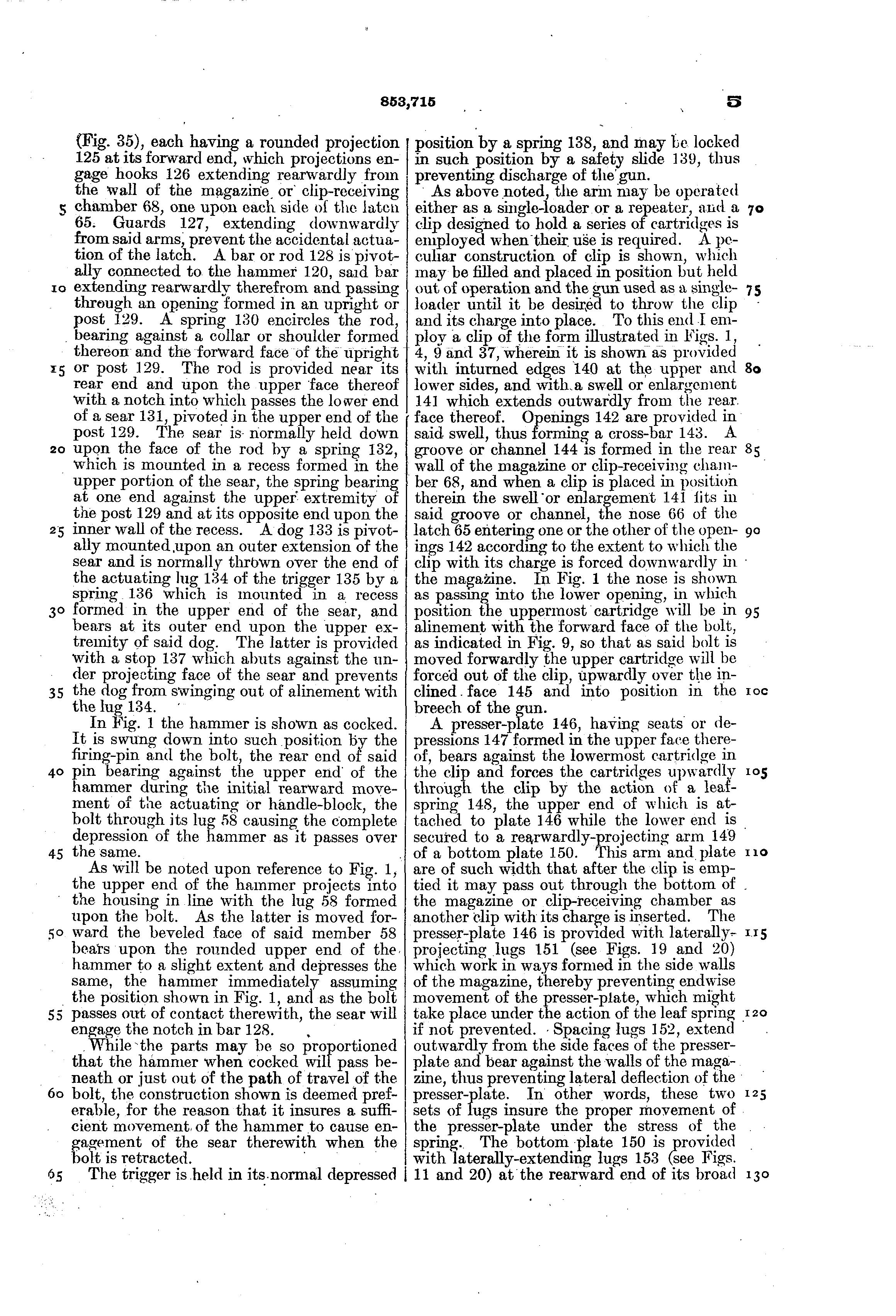
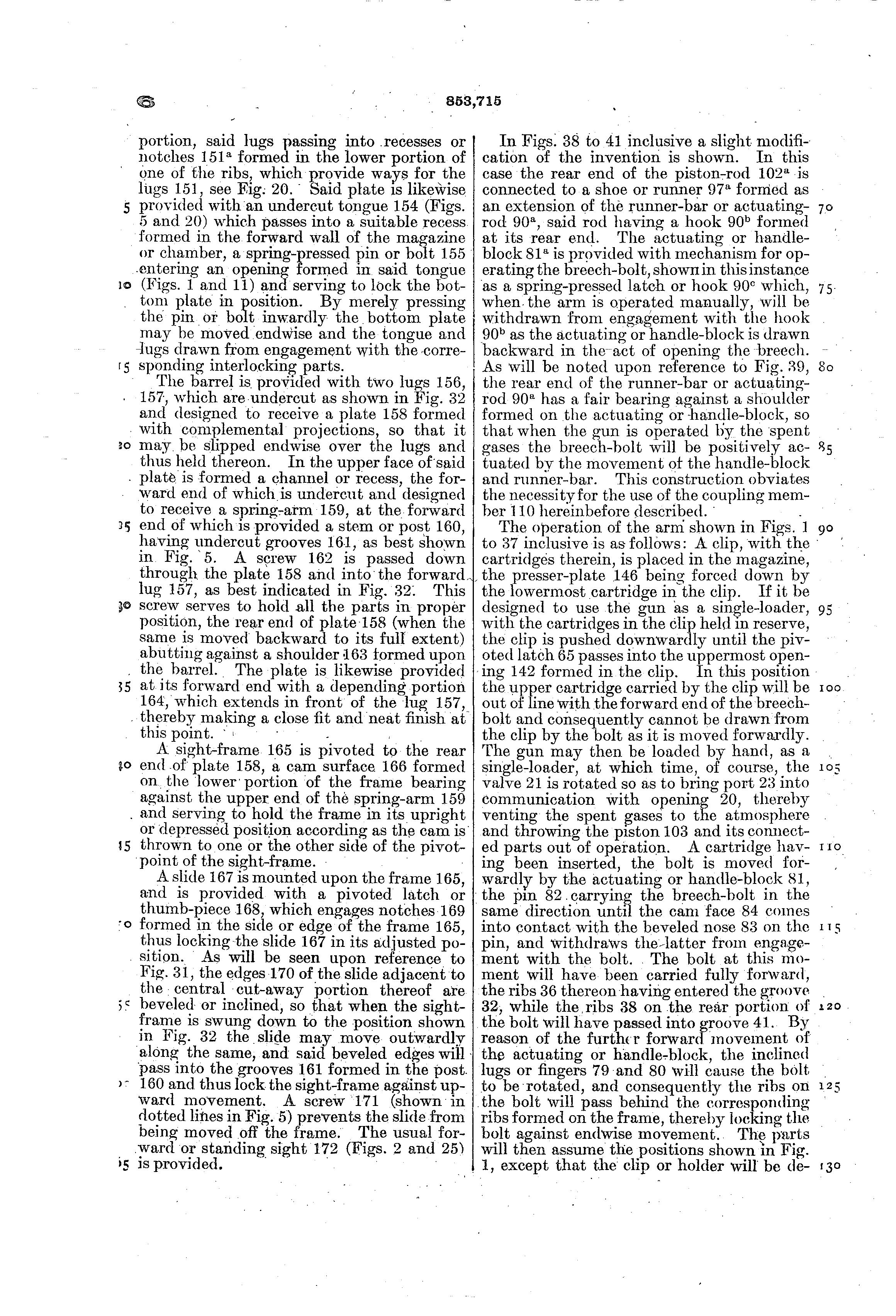
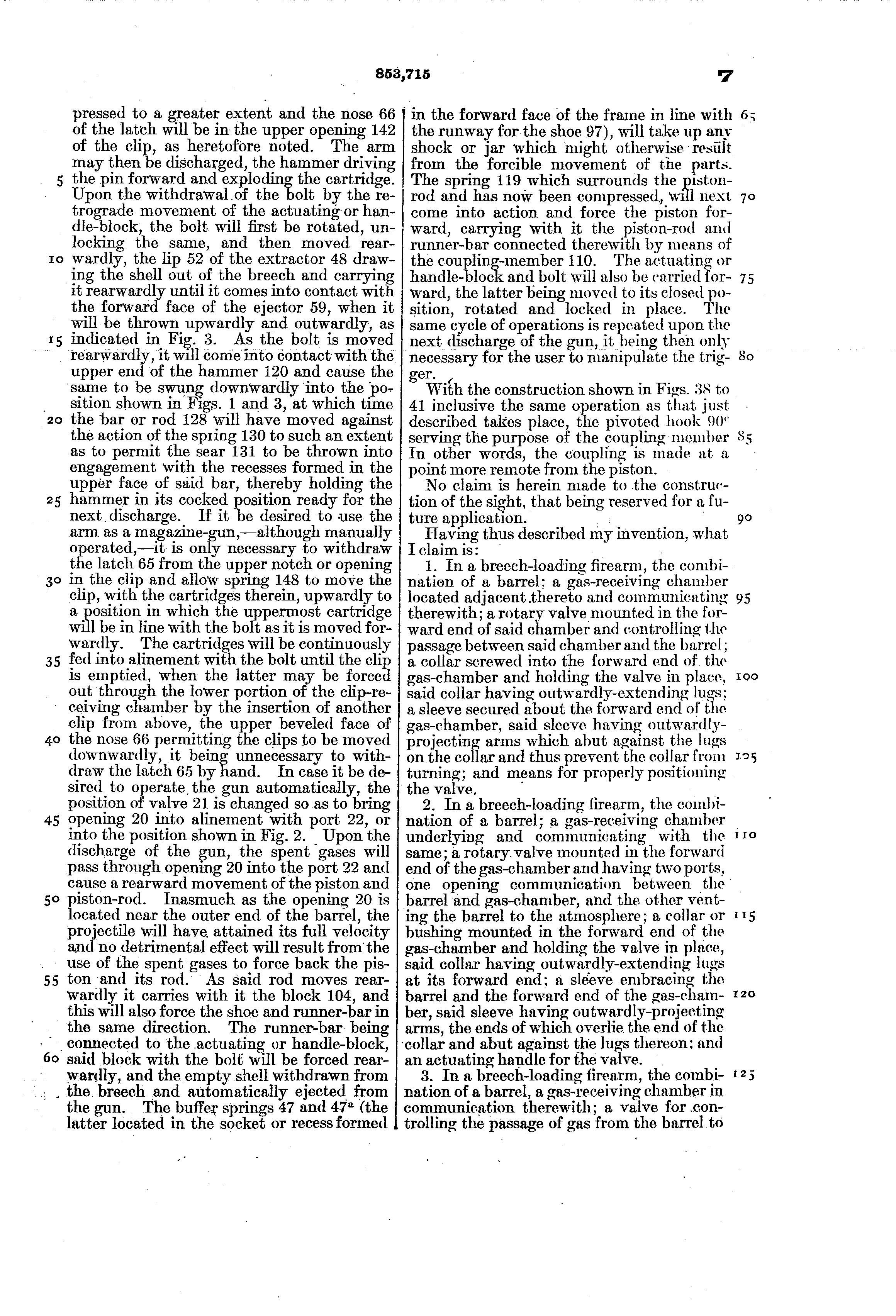
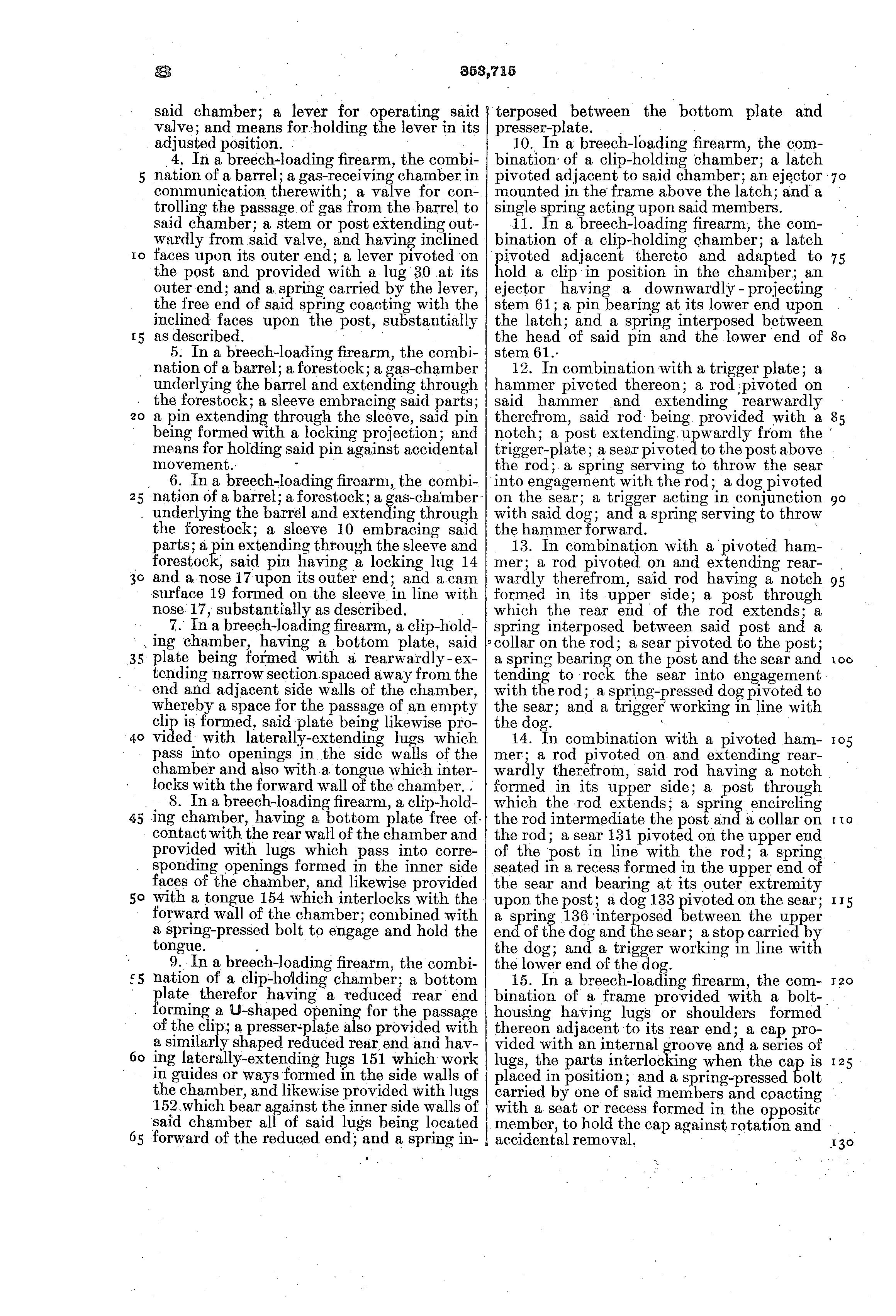
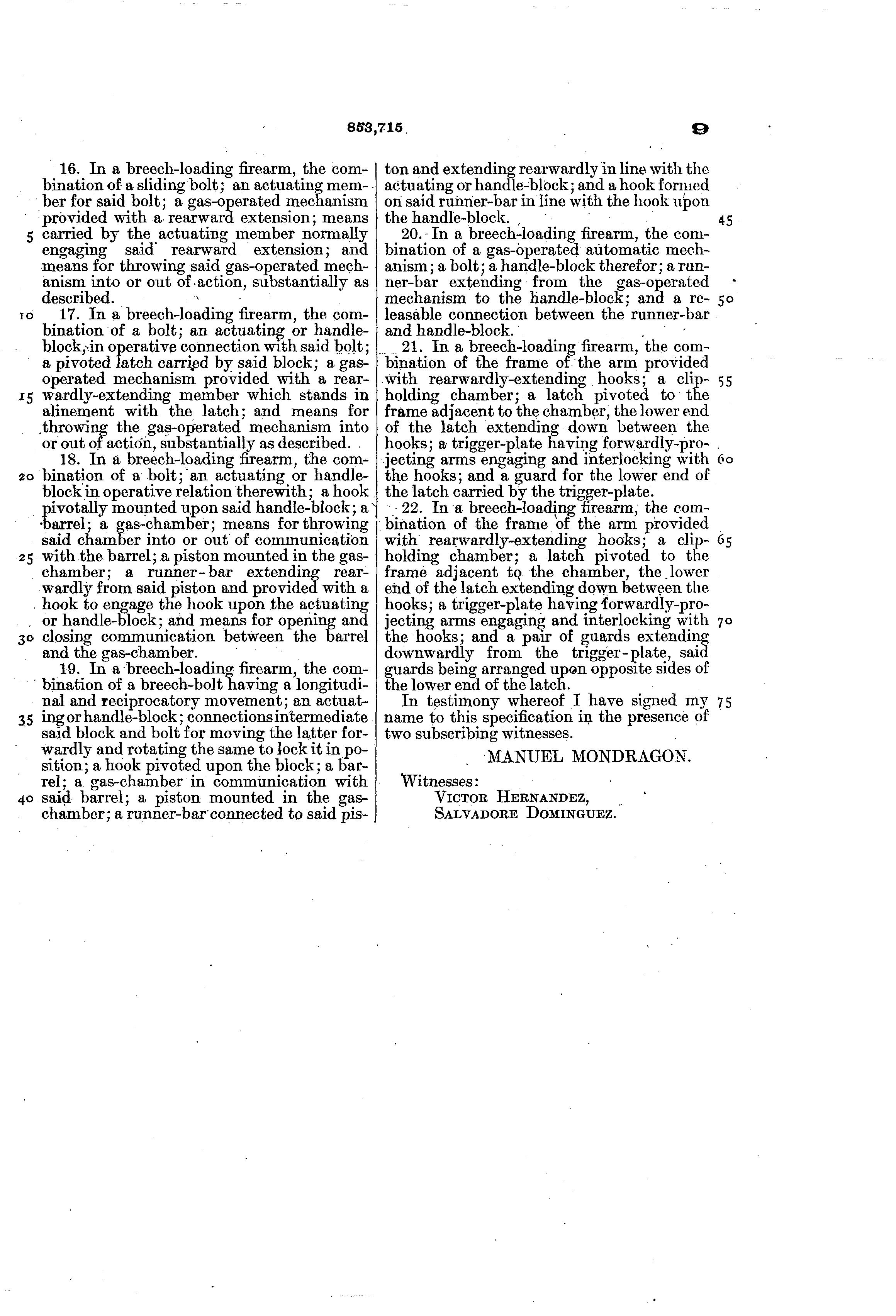